# Вільгельм Єнсен
Вільге́льм Є́нсен (нім. Wilhelm Jensen 15 лютого 1837, Гайлігенгафен — 24 листопада 1911, Мюнхен) — німецький письменник.

## Біографія
Вивчав медицину в університетах Кіля, Вюрцбурга і Бреслау, проте пізніше відмовився від медичної кар'єри. Займався журналістикою, видавав у Штутгарті в першій половині 1860-х рр. газету «Schwabische Volks-Zeitung», потім редагував у Фленсбурзі «Norddeutsche Zeitung». Пізніше жив у Кілі (1872—1876), Фрайбурзі (1876—1888) та Мюнхені, займаючись літературною працею.
Був надзвичайно плідним як прозаїк, написав понад сто книг, а також вірші (переважно в юності) та п'єси.
Лірика Єнсена пройнята елегійними настроями, чимало його романів написані в стилі реалізму, пізні твори містять елементи фантастики.
Зигмунд Фройд проаналізував з перспективи психоаналізу роман Єнсена «Градіва» у своїй праці «Божевілля і сни в „Градіві“ Єнсена» (1907).

## Вибрані твори
- Магістер Тимотеус / Magister Timotheus, новела, 1866
- Кельнські євреї / Die Juden von Cölln. новела, 1869
- Під жарким сонцем / Unter heißerer Sonne, новела, 1869
- Вірші / Gedichte. Kröner, 1869
- Північне ссяйво / Nordlicht. тритомна збірка новел (том 1: Karin von Schweden (Каріна Шведська — найуспішніша книжка Єнсена, яка мала загальний наклад понад 260 000 примірників), 1872
- Eddystone, новела, 1872
- Сонце і тінь / Sonne und Schatten. роман. 1873 (Роман в листах, який описує події з трьох дуже різних перспектив)
- Німфа / Nymphäa. Novelle, 1874 (мотиви опулікованої пізніше 'Градіви'.)
- Aus wechselnden Tagen. 1874 (Darin S. 137 ff: Fern hinüber.
- Um den Kaiserstuhl: ein Roman aus dem Dreissigjährigen Kriege, 1878
- Holzwegtraum. Ein Sommernachtsgedicht. Stuttgart: Hallberger, 1878
- Каріна Шведська / Karin von Schweden. Die unsterbliche schwedische Mädchengestalt. Berlin, 1878
- Nach Sonnenuntergang, Roman. Berlin: Silvester Frey, 1879
- Die Pfeifer von Dusenbach. Eine romantische Erzählung. Leipzig: Elischer, 1884
- Aus den Tagen der Hansa. три новели, 1885
- Aus stiller Zeit. 4 томи. Збірка новел. 1881—1885 (містить у третьому томі, 1884: Мрії юності / Jugendträume. автобіографічна історія смерті коханої Єнсена)
- Am Ausgang des Reiches, 1886
- Der Schwarzwald, 1890
- In Zwing und Bann, роман. Dresden: Pierson, 1892
- Куряча кров / Hunnenblut — Eine Begebenheit aus dem alten Chiemgau. Leipzig, 1892
- Надприродні сили / Übermächte. дві новели, 1892 (Містеть: Der rote Schirm, der deutlich auf Jensens Lebensthema, das melancholische Sich-Erinnern an eine verstorbene Jugendliebe, verweist. In diesem Zusammenhang zitiert Jensen mehrfach Hölderlin. S. Freud und C.G. Jung hatten diese Novelle ausdrücklich in ihren Deutungsversuch einbezogen.) 2015 in leicht modernisierter Fassung sowie in englischer Sprache bei Createspace/Amazon erschienen als «Übermächte» / «Superior Powers»
- Astaroth,  Mentha. Дві новели з німецького середньовіччя. Breslau, 1893
- На морі та піску / Aus See und Sand, роман. Leipzig, 1897
- Нічні та денні чари / Nacht- und Tagesspuk. 2 новели, 1900 (Містить: Der verwunschene Garten з мотивами «Градіви».)
- Heimat. Roman. Dresden: Reißner, 1901
- Der Schleier der Maja. Leipzig, 1902
- Der Hohenstaufer Ausgang, історія і поезія. Dresden und Leipzig: Reißner, 1902
- Градіва. Фантазійна історія з Помпей / Gradiva. Ein pompejanisches Phantasiestück. Dresden und Leipzig: Reißner, 1903
- Vor drei Menschenaltern. роман з Гольштинського сільського життя. Dresden: Reißner, 1904
- Нащадки / Die Nachfahren історичний роман. Leipzig: Elischer, 1909
- Німецькі чоловіки / Deutsche Männer, роман з 1809 року. Leipzig: Grethlein, 1909
- Чужинці сеоед людей / Fremdlinge unter den Menschen. роман, Dresden und Leipzig: Reißner ,1911